# Шаноян, Сергей Аркадьевич
Сергей Аркадьевич Шаноян (по паспорту — Шаноян Серик Аракелович; 11 ноября 1931, Тбилиси — 15 августа 2010, Москва) — советский и российский врач и учёный, организатор медицинской науки, специалист в области переливания крови. Кандидат медицинских наук (1968). Лауреат Премии Совета Министров СССР (1986).
Окончил в 1957 году Ереванский государственный медицинский институт по специальности «Лечебное дело». 
В 1957—1961 — врач Ленинабадской городской больницы (Таджикистан).
В 1961—1962 — врач-ординатор санатория «Армения», г. Гагры, Грузия. 
В 1962—1967 — аспирант Центрального ордена Ленина института переливания крови.
В 1967—1970 — врач станции переливания крови, начальник выездной бригады, главный врач станции переливания крови Центрального института переливания крови.
В 1970—2010 — руководитель отделения переливания крови Научного института сердечно-сосудистой хирургии им. А. Н. Бакулева РАМН (с 1995 года — Научный центр сердечно-сосудистой хирургии им. А. Н. Бакулева РАМН, затем в системе Минздрава России).
Являлся организатором отделения переливания крови при Институте сердечно-сосудистой хирургии им. А. Н. Бакулева РАМН. Им разрабатывались научные и организационные вопросы эффективной деятельности профилированных отделений службы крови. Один из основоположников разработки проблемы трансфузионного обеспечения операций на сердце и сосудах. Впервые в СССР начал разработку проблемы применения метода аутогемотрансфузий в сердечно-сосудистой хирургии, установления показаний для предоперационной заготовки аутокрови у больных с сердечно-сосудистой патологией. Им была исследована и доказана возможность и безопасность эксфузии крови у больных с сердечно-сосудистой патологией, детально разрабатывались организационные вопросы и наиболее оптимальные условия заготовки аутокрови и её компонентов.
В 1968 году присуждена ученая степень кандидата медицинских наук. В 1974 году утвержден в ученом звании старшего научного сотрудника.
Является автором и соавтором 94 печатных работ. Лауреат премии Совета Министров СССР «За разработку и внедрение в хирургическую практику безопасных и эффективных способов заготовки и переливания собственной крови пациентов, заменяющих использование донорской крови» (№ 05599 от 14.04.1986). Одним из первых ученых Научного центра сердечно-сосудистой хирургии награждён в 1996 году «Памятной медалью академика В. И. Бураковского» за заслуги в развитии хирургии сердца и сосудов.
За выдающийся вклад в сердечно-сосудистую хирургию, выразившейся в создании новой службы переливания крови, удостоен премии имени академика А. Н. Бакулева в 2000 г. с вручением «Золотой медали им. академика А. Н. Бакулева».
Указом Президента Российской Федерации от 24 апреля 2006 года № 424 за большой вклад в развитие медицинской науки, здравоохранения и многолетнюю добросовестную работу награждён медалью ордена «За заслуги перед отечеством» II степени.
Скончался в Москве в 15 августа 2010 года на 79 году жизни. Похоронен на Троекуровском кладбище.